# Morton White
Morton Gabriel White (* 29. April 1917 in New York City; † 27. Mai 2016 in Montgomery, New Jersey) war ein US-amerikanischer Philosoph und Ideengeschichtler. Er war eine der zentralen Figuren des holistischen Pragmatismus und ein bekannter Experte für die Geschichte der amerikanischen Philosophie. Von 1953 bis 1970 war er Professor am Department of Philosophy der Harvard University und danach am Institute for Advanced Study in Princeton, dort war er zuletzt professor emeritus.

## Leben und akademische Karriere
White wurde in der Lower East Side von New York City geboren. Er absolvierte das City College of New York und ging als Doktorand an die Columbia University, wo er stark von John Dewey beeinflusst wurde. Seinen Ph.D. erwarb er dort 1942. 1949 veröffentlichte er Social Thought in America, eine kritische Geschichte der Sozialphilosophie, wie sie sich im Denken von John Dewey, Oliver Wendell Holmes, Jr., Thorstein Veblen, Charles A. Beard und James Harvey Robinson darstellte. In einem neuen Vorwort, das er anlässlich einer Wiederherausgabe im Jahr 1957 hinzufügte, nahm er seinen Tadel teilweise zurück. Auch fügte er ein Nachwort hinzu, in dem er sowohl den religiösen Liberalismus von Reinhold Niebuhr als auch die konservative Position von Walter Lippmann stark angriff. Er schrieb: “Time and recent events, have brought the liberal outlook under a very different kind of attack- an attack with which I have no sympathy- and I fear that my own critical observations might wrongly be associated with arguments, positions, and purposes quite foreign to my own.” (deutsch: „Der Lauf der Zeit und die jüngsten Ereignisse haben die liberalen Ansichten einer neuen Art von Angriffen ausgesetzt – einer, der ich keinerlei Wohlwollen entgegenbringe – und ich befürchte, dass meine eigenen kritischen Beobachtungen fälschlich mit Argumenten, Positionen und Absichten gemein gemacht werden könnten, die den meinigen äußerst fremd sind“). Sein Buch Toward Reunion in Philosophy aus dem Jahr 1956 stellte einen Versuch dar, die Schulen des amerikanischen Pragmatismus und der analytischen Philosophie miteinander vereinbar zu machen.
In Harvard war White langjährig Kollege von Willard Van Orman Quine; ihre philosophischen Positionen stehen in enger Beziehung zueinander, vor allem die Zurückweisung einer scharfen Unterscheidung zwischen Urteilen a priori und empirischen Urteilen im Sinne von Rudolf Carnap. Im Unterschied zu Quine weist White jedoch die Reduktion der Philosophie auf die Wissenschaftstheorie zurück. Für White kann innerhalb des Rahmens des holistischen Pragmatismus jede kulturelle Institution Gegenstand Philosophischer Untersuchung sein, etwa auch die Künste oder die Rechte.
1956 wurde White in die American Academy of Arts and Sciences und 1972 in die American Philosophical Society gewählt.

## Veröffentlichungen (Auswahl)
- The Origin of Dewey’s Instrumentalism (Columbia University Press, 1943)
- Social Thought in America: the revolt against formalism (Viking, 1949)
- (Hrsg.) The Mentor Philosophers: The Age of Analysis: twentieth-century philosophers (Houghton Mifflin, 1955)
- Toward Reunion in Philosophy (Harvard University Press, 1956)
- Mit Lucia White The Intellectual versus the City: from Thomas Jefferson to Frank Lloyd Wright (Harvard, 1962)
- Mit Arthur M. Schlesinger (Hrsg.): Paths of American Thought (Houghton Mifflin, 1963)
- The Foundations of Historical Knowledge (Harper & Row, 1965)
- Science and Sentiment in America (Oxford University Press, 1972)
- The Philosophy of the American Revolution (Oxford University Press, 1978)
- What Is and What Ought to be Done: an essay on ethics and epistemology (Oxford University Press, 1981)
  - Dt: Was ist und was getan werden sollte: ein Essay über Ethik und. Erkenntnistheorie. Hrsg. u. eingeleitet von Herbert Stachowiak. Übers. von Thomas Czempin. Alber, Freiburg 1987, ISBN 3-495-47622-9
- Mit Lucia White: Journeys to the Japanese, 1952–1979 (British Columbia University Press, 1986)
- Philosophy, The Federalist, and the Constitution (Oxford University Press, 1987)
- The Question of Free Will: a holistic view (Princeton University Press, 1993)
- A Philosopher’s Story (Penn State University Press, 1999) (Autobiography)
- A Philosophy of Culture: The Scope of Holistic Pragmatism (Princeton University Press, 2002)
- From a Philosophical Point of View: Selected Studies (Princeton University Press, 2004)